# Wolf Maximilian Laminger von Albenreuth

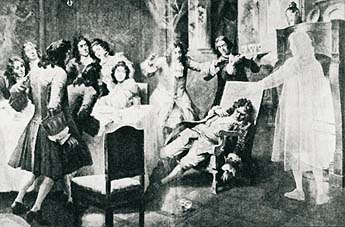
Lomikars Tod. Illustration von Věnceslav Černý für die „Alten böhmischen Sagen“ (Staré pověsti české), 1894

Wolf Maximilian Laminger von Albenreuth (auch Lamminger, bekannter als Lomikar; * 23. November 1634; † 2. November 1696 in Chodenschloß) war Freiherr, Gutsbesitzer und protoindustrieller Unternehmer in Westböhmen. Seine Familie erhielt 1630 das Chodengebiet übereignet. 1691 kamen Privilegien an zehn deutschen Gemeinden bei Taus (Domažlice) hinzu. Wolf Maximilian Laminger von Albenreuth schlug 1693 den Aufstand der Choden gegen sein Herrschaftsverhalten nieder. 1695 wurde der Chodenführer Jan Sladký Kozina in Pilsen durch den Strang hingerichtet. Laminger ging nach seinem Tod 1696 als Inbegriff des grausamen Gutsherrn in die Tradition der Choden ein und wurde zu einem Gespenst in vielerlei Gestalt, das die Menschen bedrohte. Sein Sterbeort, das Chodenschloß bei Taus, die dazugehörigen Herrschaften Chodenschloß, Kauth (Kouty) und Zahoran wurden von seinen Erben an Heinrich Georg Reichsgraf von Stadion von und zu Tannhausen, Dompropst zu Bamberg und Domdechant in Würzburg verkauft.

## Vorfahren und Familie
Wolf Maximilian entstammte dem oberpfälzer Adelsgeschlecht der Lamminger, das mit den Herren von Hertenberg ein gemeinsames Wappen mit einer silbernen Schranke auf einem grünen Dreiberg führte. Seine Vorfahren gelangten im 14. Jahrhundert in das Egerland und erwarben im 15. Jahrhundert das Gut Alt Albenreuth bei Eger (Cheb). Die Lamminger (Lomaner) zählten zum niederen Adel mit unbedeutendem Besitz. Später erreichten sie den Freiherrn und Grafenstand. Wolf Maximilians Vater Wolf Wilhelm erlangte als erster beachtliche Vermögenswerte. Er trat nach dem Ende des Ständeaufstandes rechtzeitig zum katholischen Glauben über, eignete sich die Güter seiner drei emigrierten Brüder an und begann, im Grenzgebiet rund um die Stadt Taus in Westböhmen eine Gutsherrschaft aufzubauen. Bei seinem Tod 1635 hinterließ er seiner Witwe Barbara und den vier minderjährigen Kindern einige unzusammenhängende Dominien, einen Gutshof in Trhanov (Chodenschloß), eine Brauerei und mit anderen Untertanen die Einwohner von elf zins- und robotspflichtigen Chodendörfern, die ihm 1630 nach langem und zähem Rechtsstreit in die Erbuntertänigkeit verkauft worden waren, dies aber keineswegs akzeptieren wollten.
Der Familienbesitz stand zunächst unter der Obhut seiner Witwe Barbara, später übernahm der älteste Sohn Wolf Friedrich die Verwaltung. Die Laminger von Albenreuth zählten in der Mitte des 17. Jahrhunderts bereits zu den mächtigeren Familien im Land Böhmen. Nach der Steuerrolle aus dem Jahre 1654 gehörten ihnen neben einem Haus in Prag und den elf Chodensiedlungen 21 weitere, meist deutschsprachige Dörfer im Grenzgebiet zu Bayern und der Oberpfalz. Sie nahmen damit den 39. Platz unter den 510 Adelsgeschlechtern Böhmens ein. Da Wolf Friedrich die Laufbahn eines Geistlichen einschlagen sollte, traten die Geschwister das Gut 1660 gegen eine finanzielle Entschädigung an den jüngsten Bruder Wolf Maximilian ab.

## Wirken
Wolf Maximilian Laminger Freiherr von Albenreuth ließ während seines sechsunddreißigjährigen Wirken als Gutsherr keinen Zweifel daran, dass er alle Mittel auszuschöpfen bereit war, um das entlegene Gut auf landesüblichen Standard zu heben. Er arrondierte den Landbesitz durch Zukauf benachbarter Herrschaften, gründete neue eigenbewirtschaftete Meierhöfe, errichtete eine Glashütte, einen Hochofen mit fünf Eisenhämmern und um 1686 die zweitälteste Textilmanufaktur Böhmens. Durch den Kauf zweier Marktstädtchen machte er sich vom Markt der Stadt Taus ökonomisch unabhängig. 1676–77 ließ er in Trhanov das sogenannte Chodenschloss als standesgemäßen Wohnsitz für sich, seine Frau Katharina Polyxena, geborene von Lobkowitcz († 1709) und seine zwei Töchter erbauen.
Begleitet wurde diese vorindustrielle Entwicklung durch drakonische Maßnahmen zur Befriedung der Untertanen. Laminger beschlagnahmte Bauernland, richtete Absatzmonopole ein, indem er zum Beispiel die Dorfeinwohner zwang, nur noch obrigkeitliches Bier zu kaufen, und erhob immer neue Fronforderungen. Diese Erscheinungen waren in dem durch den Dreißigjährigen Krieg entvölkerten und verwüsteten Land nicht ungewöhnlich. Der Adel ging überall zunehmend zur Eigenwirtschaft über und die untertänige Bevölkerung wurde in Leibeigenschaft gebracht. Laminger ging dabei besonders rücksichtslos gegen die Choden vor, die seit dem Mittelalter große Privilegien als königliche Grenzwächter hatten und diese Rechte verteidigten.
Die Choden hatten zwar einen Großteil ihrer überkommenen Rechte bereits unter Wolf Maximilians Lamingers Vorgängern verloren, doch bewahrten sie weiterhin ihre Urkunden auf, die sie von den böhmischen Königen erhalten hatten. Auch sie waren entschlossen, sich mit allen Mitteln gegen die Anforderungen der Obrigkeit zu verteidigen. In den Jahren 1652–70, 1680 und 1692–95 wandten sie sich mit Suppliken nach Wien und Prag, beauftragten Advokaten, erschienen  persönlich vor Kaiser Leopold I. von Habsburg und ignorierten alle Niederlagen, auch das ihnen 1668 auferlegte „ewige Schweigen“ (perpetuum silentium). In den Dörfern kam es zu gewaltsamen Auseinandersetzungen. Laminger verhängte Gefängnis- und Prügelstrafen gegen Dorfbewohner, die Fronarbeiten verweigerten. Den letzten großen Aufstand in den Jahren 1692–1695 ließ er mit Hilfe kaiserlicher Soldaten niederschlagen. Die Anführer der Choden wurden inhaftiert. Die königliche Kammer in Prag verurteilte sie zu je einem Jahr Zwangsarbeit, doch Laminger legte Widerspruch ein und forderte ihre Todesstrafe. Kaiser Leopold milderte das zweite Urteil ab, so dass schließlich nur einer der Anführer, Jan Sladký Kozina, am 28. November 1695 in Pilsen öffentlich gehängt wurde. Laminger starb ein Jahr später, am 2. November 1696, in seinem Schloss in Trhanov an einem Schlaganfall.

## Nachleben
Der zeitliche Zusammenhang der beiden Todesfälle war offensichtlich Grundlage der bald einsetzenden Legendenbildung. Im Laufe des 18. Jahrhunderts entstand im Chodengebiet die Erzählung von einem Gottesgericht, dem Lomikar unterworfen worden sei.
In der verbreitetsten Version ruft der Widerstandskämpfer Kozina am Galgen die Worte aus:

„Lomikare! Lomikare! Do roka budeme spolú stát před súdnú stolicí boží! Hin se hukáže, hdo z nás —

Lamingen! Lamingen! Von heute über ein Jahr werden wir mitsammen vor dem Richterstuhle Gottes stehen, da wird's entschieden werden, wer —“

… worauf der Henker den Schemel umwirft. Am Jahrestag der Hinrichtung feiert Laminger in seinem Schloss ein Fest und bringt auf seinen ehemaligen Kontrahenten einen hämischen Trinkspruch aus, was dieser für ein schlechter Prophet gewesen sei. Daraufhin öffnet sich eine Tür in die stürmische Nacht, Kozinas Geist erscheint und „Lomikar“ fällt vor Schreck tot um.

## Legendenbildung und Nachwirkung
Die älteste schriftliche Aufzeichnung der ursprünglich mündlichen Überlieferung dieser Vorkommnisse besorgte 1799 der Tauser Propst Ernst Papstmann. Im 19. Jahrhundert erlebte der Stoff einige Dutzend literarische Bearbeitungen, wobei im Einzelnen ungewiss bleibt, inwieweit die Belletristik eine sich fortentwickelnde mündliche Tradition aufgriff, oder inwieweit die Schöpfungen einzelner Autoren Eingang in die volkstümliche Überlieferung fanden und diese beeinflussten. Herausragende, landesweit beachtete Arbeiten schufen der jüdische Landarzt Georg Leopold Weisel in seiner historischen Abhandlung von 1848 „Der Chodenprozeß“, die Schriftstellerin Božena Němcová 1846 mit der Sammlung „Obrazy z okolí domažlického“ (Bilder aus der Gegend von Taus), und schließlich Alois Jirásek mit seinem Roman „Psohlavci“ (Die Hundsköpfe) von 1884, der jahrzehntelang das meistverkaufte belletristische Werk in Böhmen und der Tschechoslowakei war. Im 19. Jahrhundert hatte die Erzählung von Kozina, Lomikar und dem Chodenaufstand eine ausgeprägt nationale Ausrichtung erhalten, und der deutschsprachigen Laminger von Albenreuth wurden in Gegensatz zu den tschechischsprachigen Choden gesetzt. In der zweiten Hälfte des 20. Jahrhunderts wurde der Stoff als eine frühe Form des Klassenkampfes verwertet, wozu besonders Martin Fričs Verfilmung der „Hundsköpfe“ von 1955 beitrug. In beiden Richtungen ließ die künstlerische Bearbeitung das Interesse an historischer Wahrheit zugunsten der Ideologie in den Hintergrund treten, und „Lomikar“ passte als Inbegriff des bösen, deutschen Feudalherrn in beide Konzepte.
Einen dritten Weg beschritt der Gutsherr in Erzählungen, die Volkskundler und Heimatforscher im 19. Jahrhundert unter der Landbevölkerung aufzeichneten. Danach fand er nach seinem Tod keine Ruhe. Sein Geist erscheint in der Gegend von Trhanov in vielfältiger Form: Als Bettler oder Adliger, als Teufel mit Pferdefuß, kopfloser Reiter, brennender Hund, schwarze Katze, Pferd oder Stier, als Lichterscheinung, Nebel oder als Mauer, die sich nächtlichen Wanderern unversehens in den Weg stellt. Die Begegnung mit „Lomikar“, wie er genannt wurde, galt als gefährlich und endete oft mit dem Tod. Während sein Gegner Kozina zum Volkshelden stilisiert wurde, verwandelte sich Lomikar in den ländlichen Traditionen zu einem gefährlichen Gespenst in vielerlei Gestalt.

## Herkunft des Familiennamens
Der Familienname „Laminger“ soll sich von dem Dorf Lomany bei Plasy herleiten (= einer, der aus Lomany stammt) und ist in einer Vielzahl weiterer Schreibweisen überliefert; zum Beispiel Lomaner, Lamingar, Lamingár, Lomigar, Lamminger oder Lammingen. Die Namensform „Lomikar“ stammt aus Jiráseks Roman „Die Hundsköpfe“. während sich für die Adelsfamilie Lamminger keine einheitliche Bezeichnung durchgesetzt hat.